# Xlendi

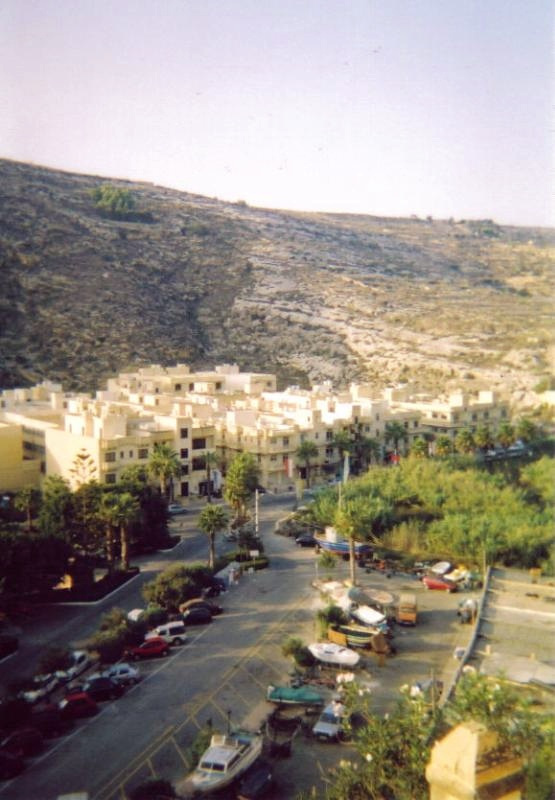
Xlendi

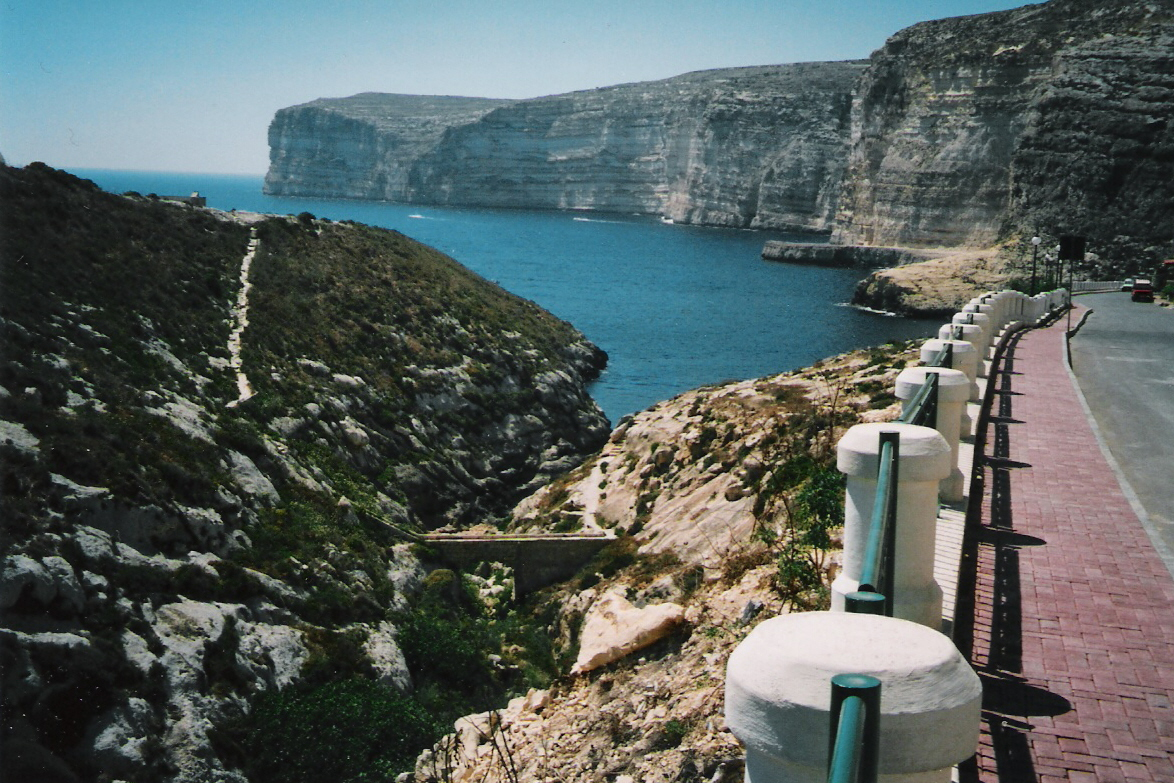
Die Bucht von Xlendi von der Straße nach Victoria

Xlendi ist ein kleiner Ort im südwestlichen Teil der Insel Gozo in der Republik Malta. Er gehört zum Gemeindegebiet von Munxar und hat daher kein eigenes Wappen.

## Lage
Der Ort liegt etwa drei Kilometer südöstlich von Victoria, an einer etwa 500 Meter weit in das Land eingeschnittenen, Fjord ähnlichen Bucht, die an ihrer schmalsten Stelle etwa 70 Meter breit ist. Am Ende der Bucht befindet sich ein Sandstrand mit einer kleinen Promenade. Auf den beiden Seiten der Bucht fallen Felsen zum Teil steil ins Meer. Von Victoria und von Sannat führen Straßen nach Xlendi.

## Geschichte
Die erste schriftliche Erwähnung der Ortschaft fand am 19. April 1550 unter dem Namen „Xilendi“ statt. Schon die Römer nutzen den Hafen von Xlendi, da er Schutz bei schlechtem Wetter bot. In der Mitte der Bucht befindet sich ein Riff, dem zahlreiche römische Schiffe zum Opfer fielen. Heute lebt man in dem ehemaligen Fischerdorf hauptsächlich vom Tourismus.
Nach dem Ort wurde 2004 der Asteroid (55082) Xlendi benannt.

## Sehenswürdigkeiten

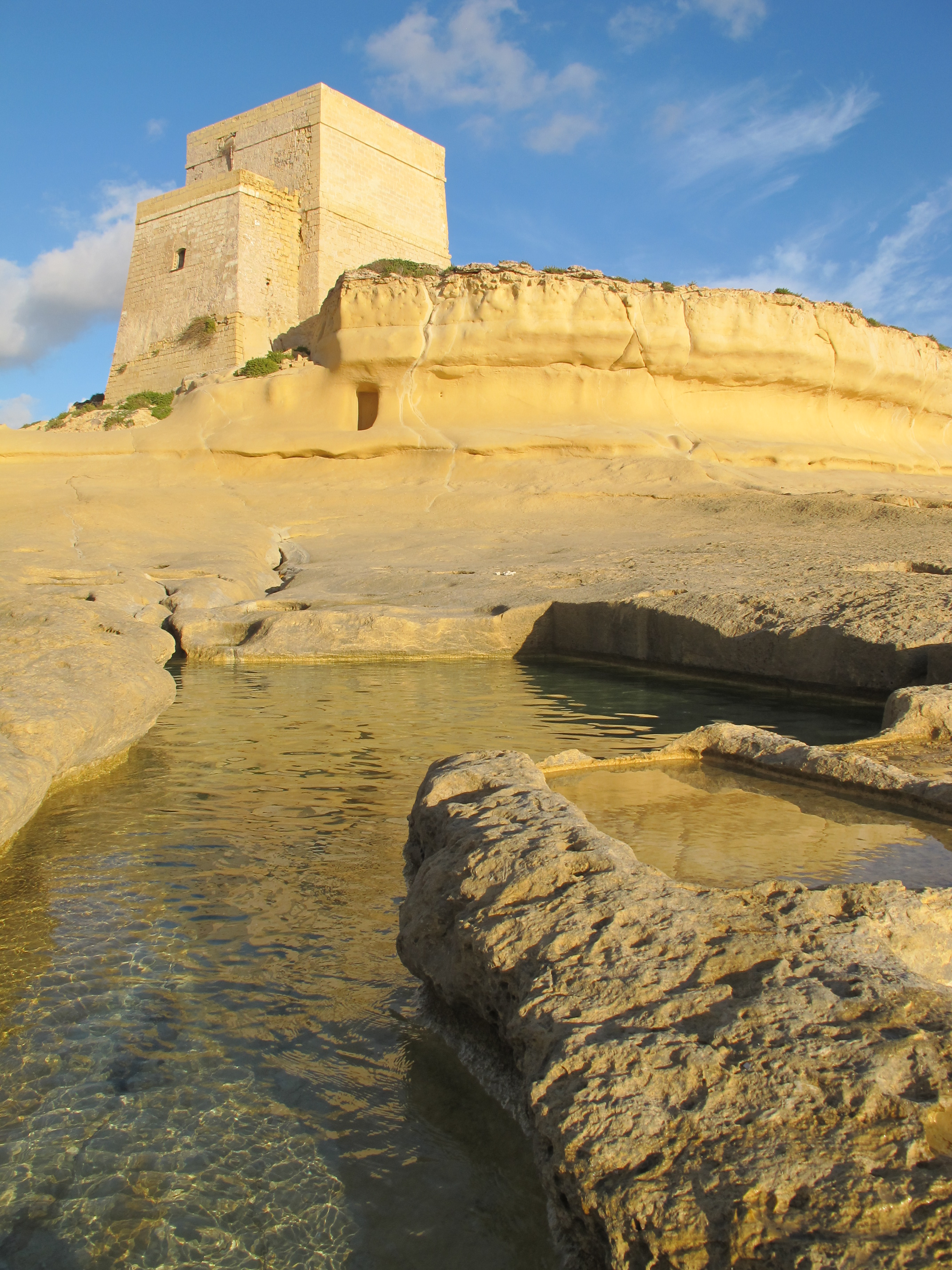
Xlendi Tower auf einem Felsen am Meer

- Die Kirche von Xlendi ist der heiligen Jungfrau vom Berg Karmel geweiht. Die Fassade stammt aus dem Jahr 1868, der hintere Teil wurde im Jahr 1969 erweitert. 1974 wurde die Kirche neu geweiht.
- Eine weiße Statue des hl. Andreas, des Schutzheiligen der Fischer, steht über dem Hafen.
- An der Einfahrt zur Bucht erhebt sich auf einem Felsen der Xlendi Tower, der im Jahr 1650 errichtet wurde. Er ist heute der älteste frei stehende Wehrturm der Insel Gozo.[3]
- Ein schmaler Pfad führt auf der nördlichen Seite der Bucht vom Ort zur Caroline Cave, einer kleinen Felshöhle die einst Caroline Cauchi, einer wohlhabenden Frau aus Victoria gehörte.
- Die Catherine of Siena Cave liegt auf der nördlichen Seite, außerhalb der Bucht. Sie trägt ihren Namen nach der Heiligen Katharina von Siena.
- Xlendi ist besonders bei Sporttauchern beliebt, es gibt mehrere Tauchschulen im Ort.